# Безуглая, Марьяна Владимировна
Марьяна Владимировна Безуглая (укр. Мар'яна Володимирівна Безугла; род. 17 мая 1988, Киев) — украинский политик. Народный депутат Украины IX созыва (с 2019 года). Член партии «Слуга народа».

## Биография
По её собственным словам, её дедушка был военным хирургом, прошедшим всю Вторую мировую; он получил квартиру в Киеве. Окончила первый медицинский факультет Национального медицинского университета имени А. А. Богомольца по специальности «лечебное дело» и Украинскую военно-медицинскую академию по направлению «общая практика — семейная медицина». Прошла стажировку в Государственном департаменте США, где по итогам курса получила специализацию «организация и управление здравоохранением».
Работала в поликлинике. Являлась руководителем программы «Реформа системы медицинского обеспечения Вооружённых сил» в Министерстве обороны Украины. По состоянию на 2019 год являлась старшим инспектором по контролю за исполнением поручений отдела гражданских экспертов Центра обеспечения служебной деятельности Министерства обороны Украины и Генерального штаба Вооружённых сил Украины.
Накануне парламентских выборов 2019 года прошла отбор в партию «Слуга народа» по программе Lift. Безуглая была избрана народным депутатом по мажоритарному округу № 217 (Оболонский район Киева). В парламенте стала заместителем председателя комитета по вопросам национальной безопасности, обороны и разведки. 10 ноября 2019 года вступила в партию «Слуга народа». В декабре 2019 года вошла в межфракционное объединение «Гуманная страна», созданного с целью защиты животных.
7 декабря 2020 года включена в список украинских физических лиц, против которых российским правительством введены санкции.
Осенью 2023 года выступила с критикой Валерия Залужного, из-за чего оппозиционные депутаты предложили уволить её с позиции заместителя главы комитета по вопросам национальной безопасности и обороны.
6 февраля 2024 года написала заявление о выходе из состава фракции и партии «Слуга народа».
13 января 2025 г. опубликовала в социальных сетях пост с заявлением, что «ЛГБТК+ не норма, а психофизиологическое отклонение», сравнила ориентацию с псориазом или медицинским ожирением, кроме того выступила против квотирования рабочих мест для представителей ЛГБТК+ сообщества. Офис уполномоченного Верховной Рады Украины по правам человека никак не отреагировал на случившееся, на призыв советника президента Украины по вопросам коммуникаций Дмитрия Литвина быть осторожнее с такой тематикой и «не оскорблять людей» Безуглая спросила его: «Вы — гей?».